# 舞子公園
兵庫県立舞子公園（ひょうごけんりつまいここうえん）は、兵庫県神戸市垂水区東舞子町にある都市公園。

## 概要
垂水区の西側あたりから明石市の東あたり一帯の浜を、古くは舞子の浜と呼び、須磨の浜と並ぶ名所で、江戸時代には旅の休憩所として多くの待合茶屋が存在した。歌川広重画「播磨舞子の浜」では、風や強い波により砂が流され、自然に「根上り松」のような形となった白砂青松の美しい海岸風景が描かれている。
明治時代に入ると明治天皇や有栖川宮がよく訪れ、1888年（明治21年）に有栖川宮別邸（現・舞子ビラ）が設けられてからは、政財界人の別邸が近隣に建設されるようになった。1900年（明治33年）に初の県立公園として、「舞子公園」が開設され「鳳凰の舞うがごとき」と賞された老松の林と海峡の風景が広がる公園であった。
戦前まで松林は保たれていたが戦後になって、台風、車の排気ガス、病害虫などにより弱り始めたため、元の松林に戻そうと様々な対策を行ったが弱り続け、1955年（昭和30年）代後半には最悪の状況になった。この時、松の総数は約1200本あり、その内約150本が老松であった。このため専門家の指導を受け、防風防潮林の設置、園路の整備、客土の施肥、肥料植物の植え付け、他の海岸縁に育った松を植えるなどの対策を行った結果、1965年（昭和40年）台後半から成果が現れ始め、松林は回復して来た。
1986年（昭和61年）から始まった「明石海峡大橋」の建設とその関連工事のため、順調に育ってきた1000本以上の松が移植され、新しく南側の埋立地が公園となり390本の松が植えられ、明治時代まであった「根上り松」を周辺地域の人々と長い年月をかけて再生しようとする試みも始まっている。
この松林を含む一帯は公園としてベンチや遊具が設けられ、「台場跡」や「孫文記念館 (移情閣)」などの史跡も整備され、週末には明石海峡大橋などを目当ての観光客も数多く訪れ、憩いの場となっている。

## 施設
南地区
- 明治天皇歌碑
- 明石藩舞子台場跡（国の史跡）
- 孫文記念館（国の重要文化財）
- 旧武藤家別邸洋館（国の登録有形文化財）
- 橋の科学館
- 夢レンズ
- 舞子タワー跡 - 高さ103.5mの明石海峡を望むタワーの跡地
- 明石海峡大橋
  - 舞子海上プロムナード
  - アンカレイジ

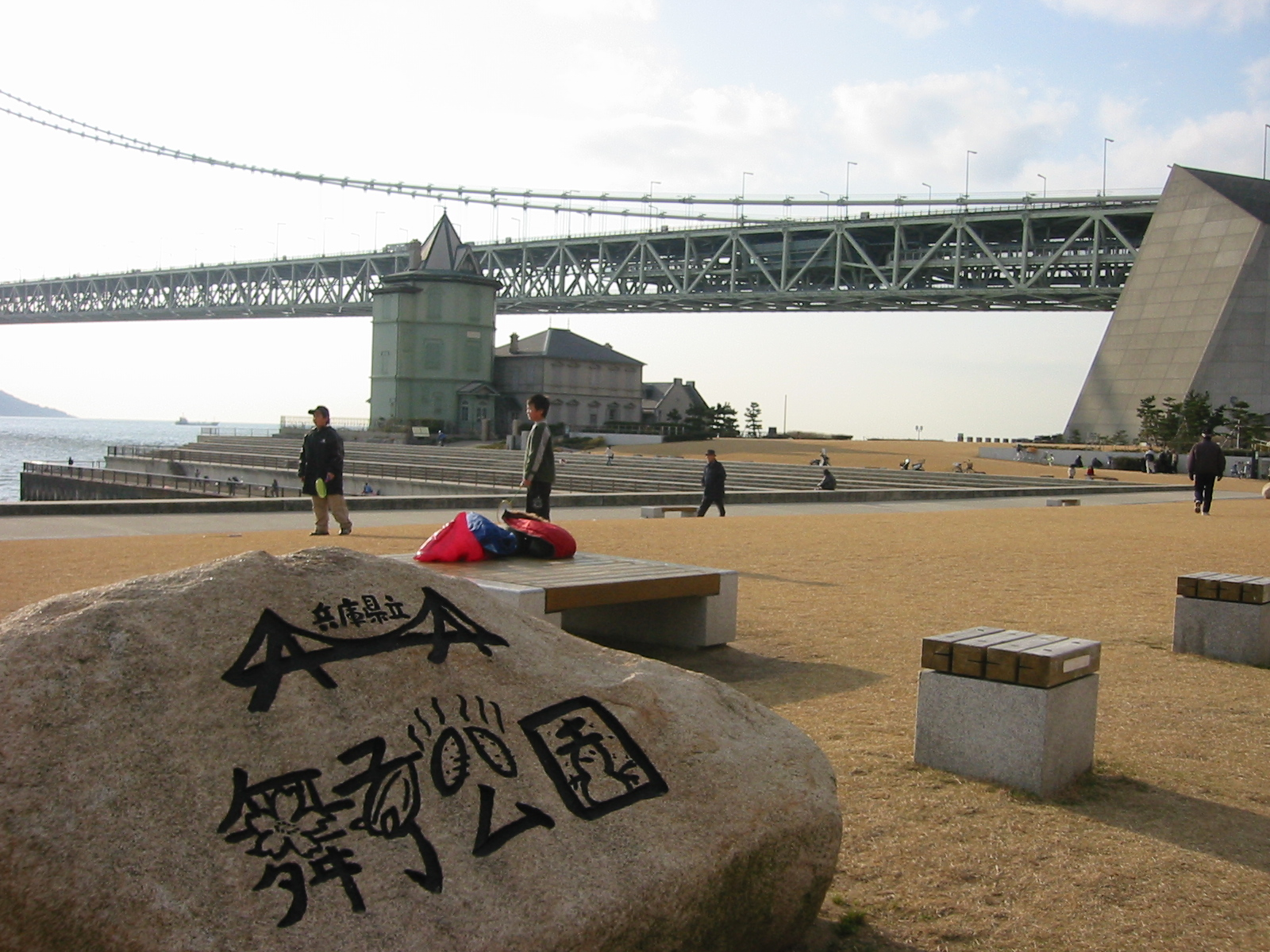
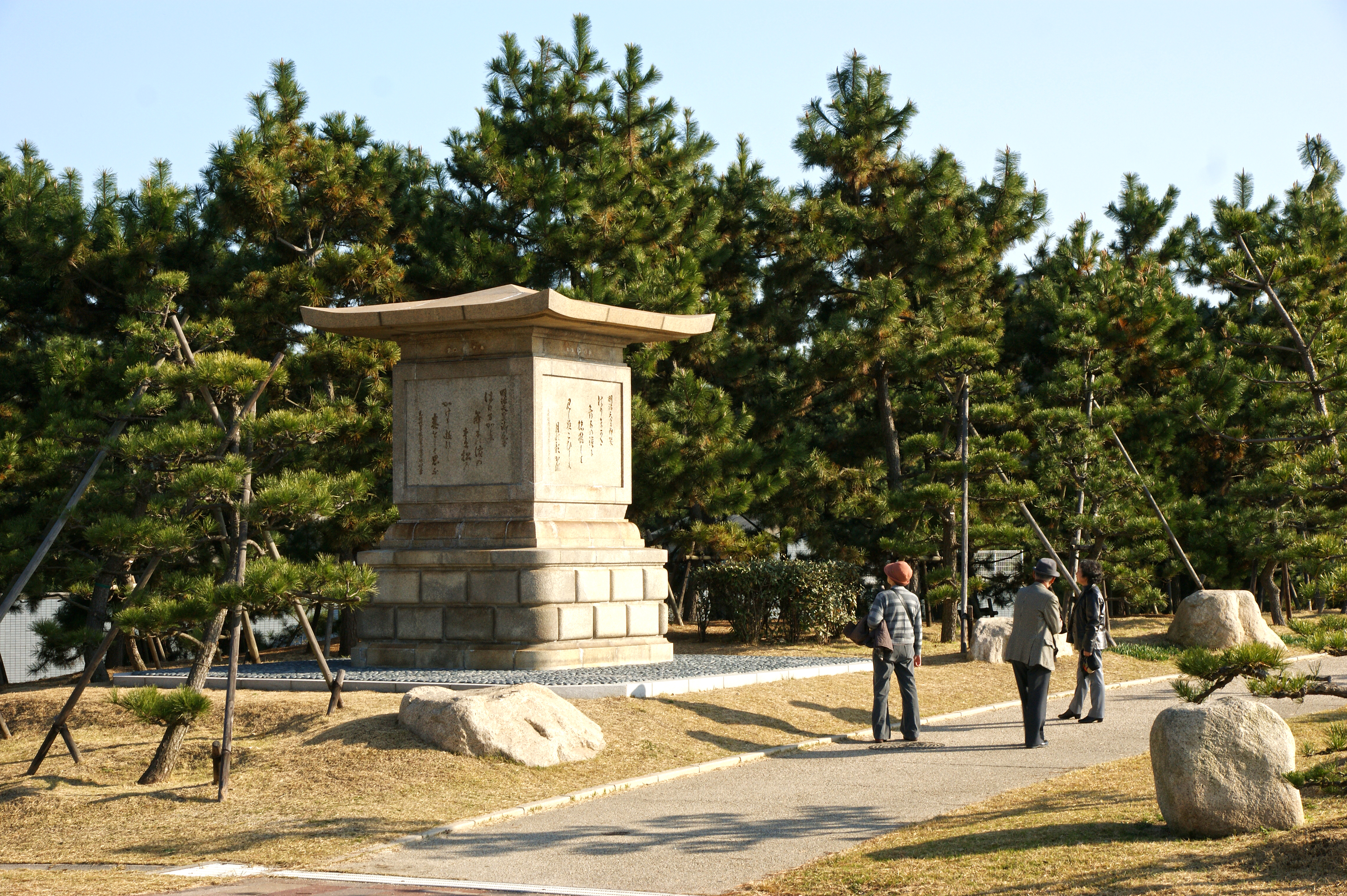
明治天皇歌碑
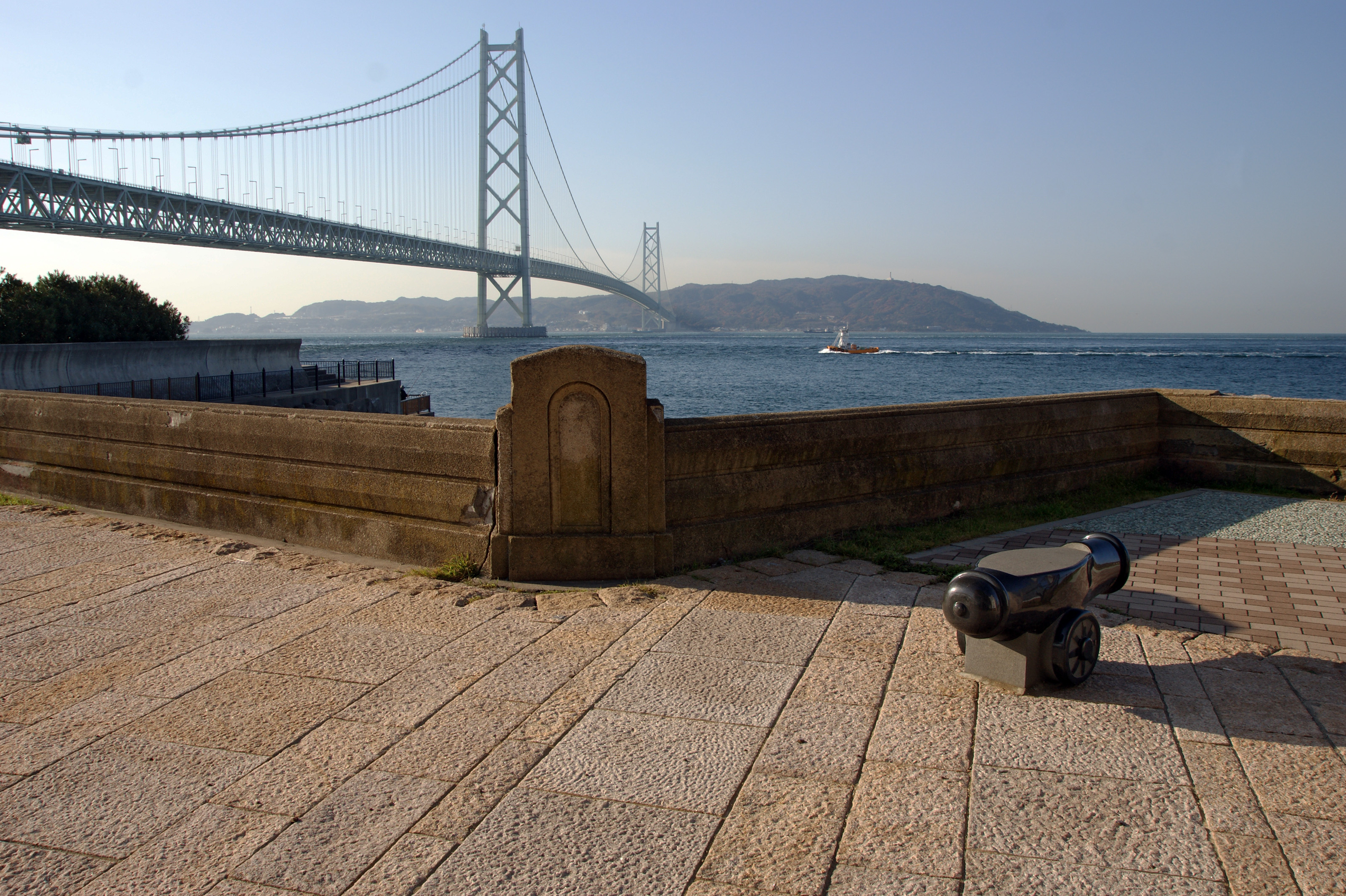
明石藩舞子台場跡から望む明石海峡大橋と淡路島
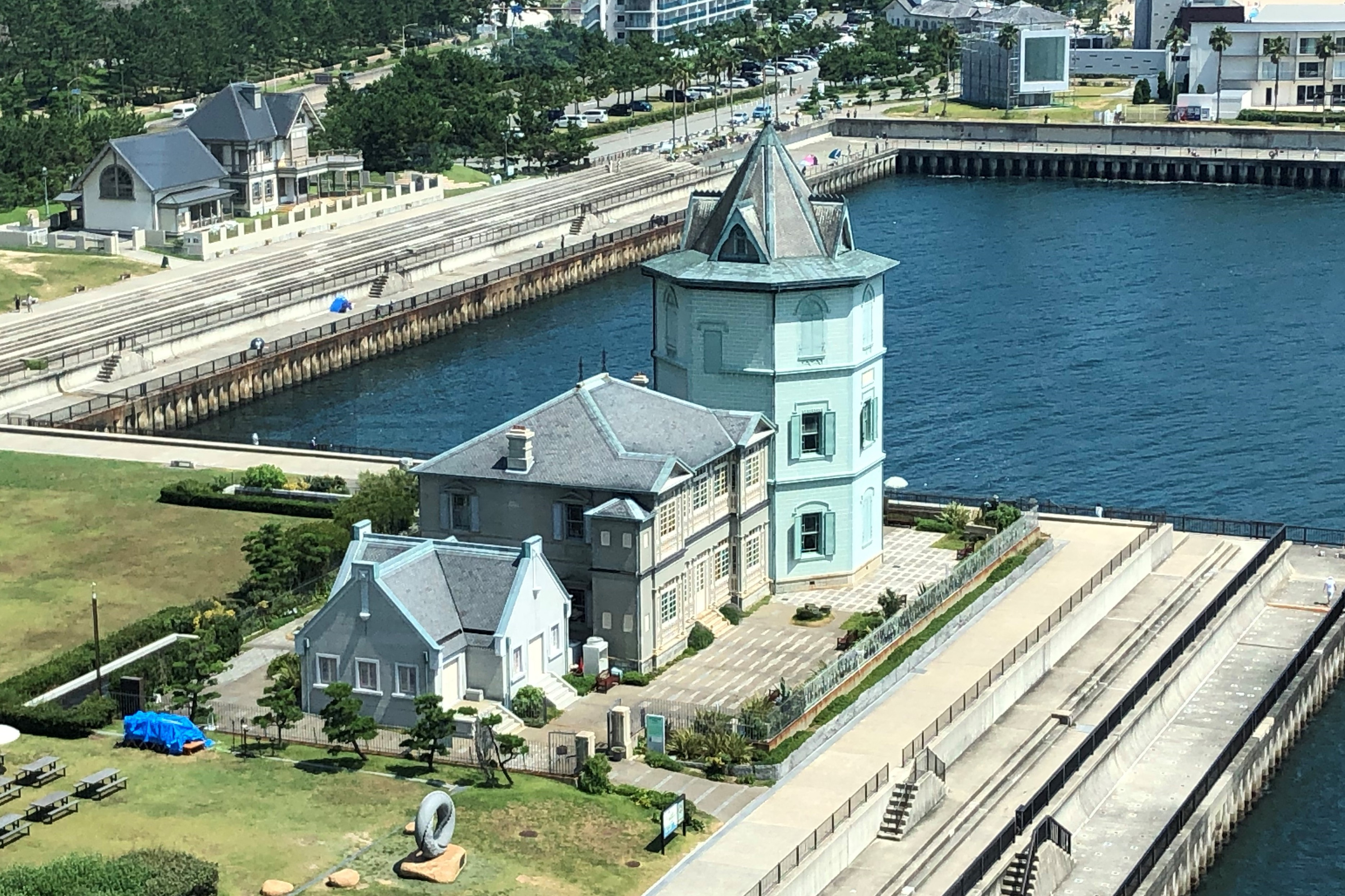
孫文記念館
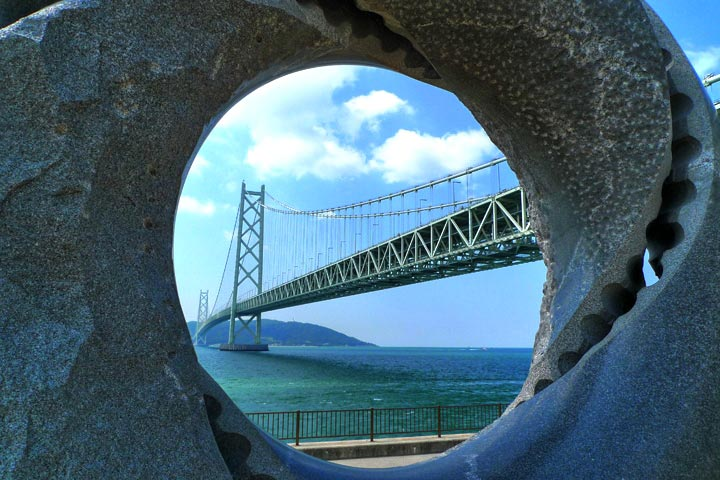
牛尾啓三の作品。原口忠次郎の偉業を記念したモニュメント「夢レンズ」
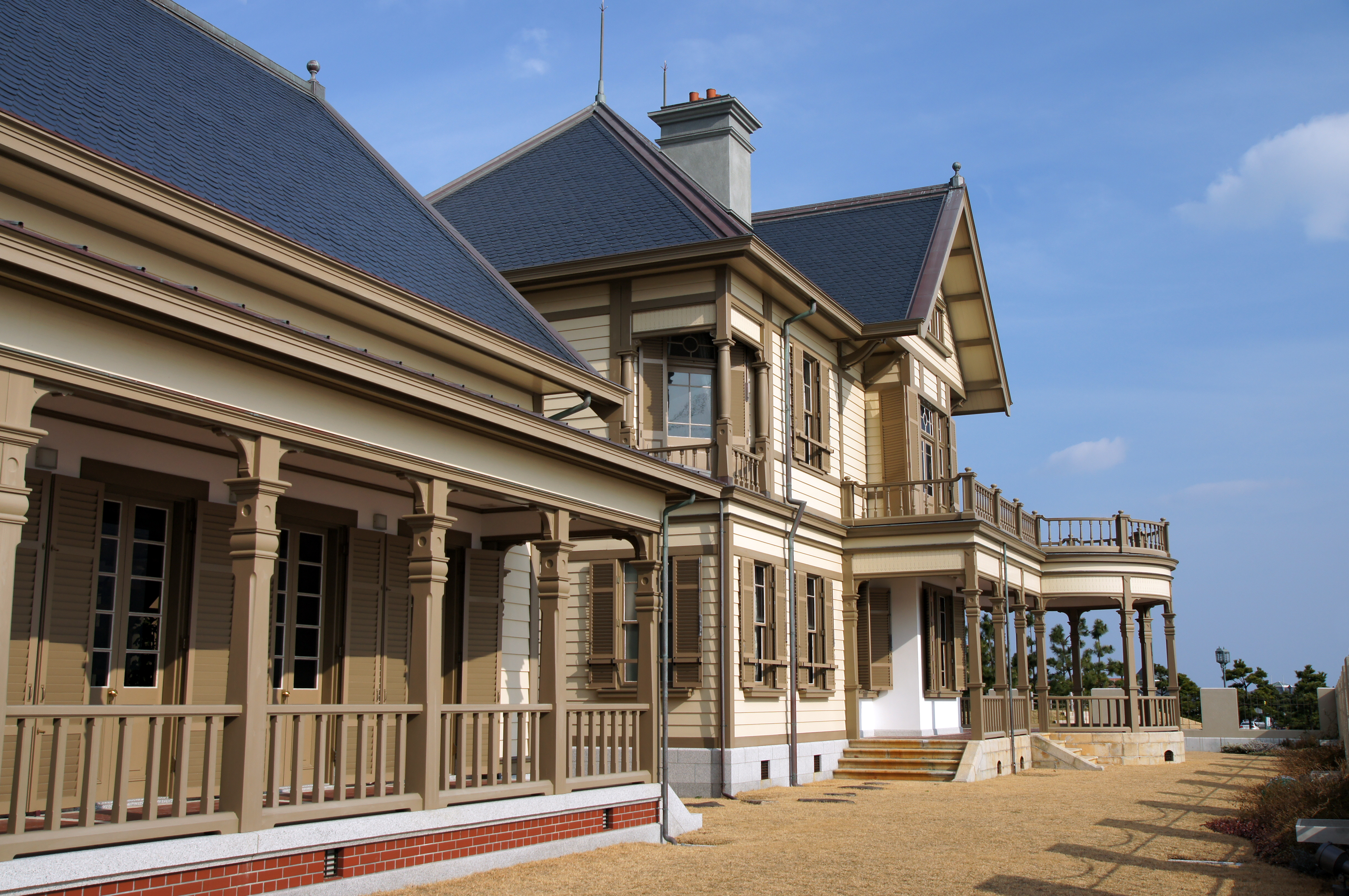
旧武藤山治邸
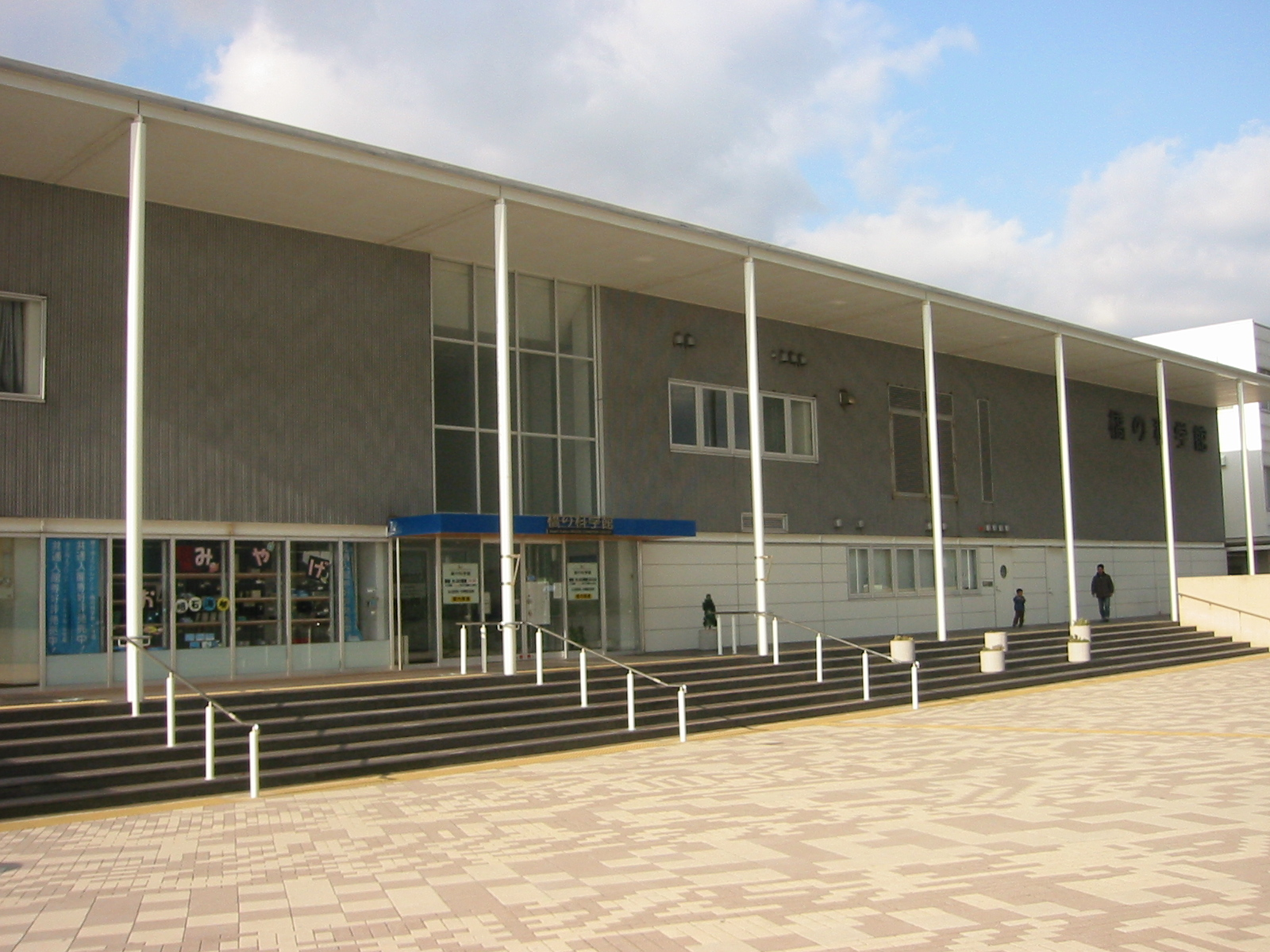
橋の科学館
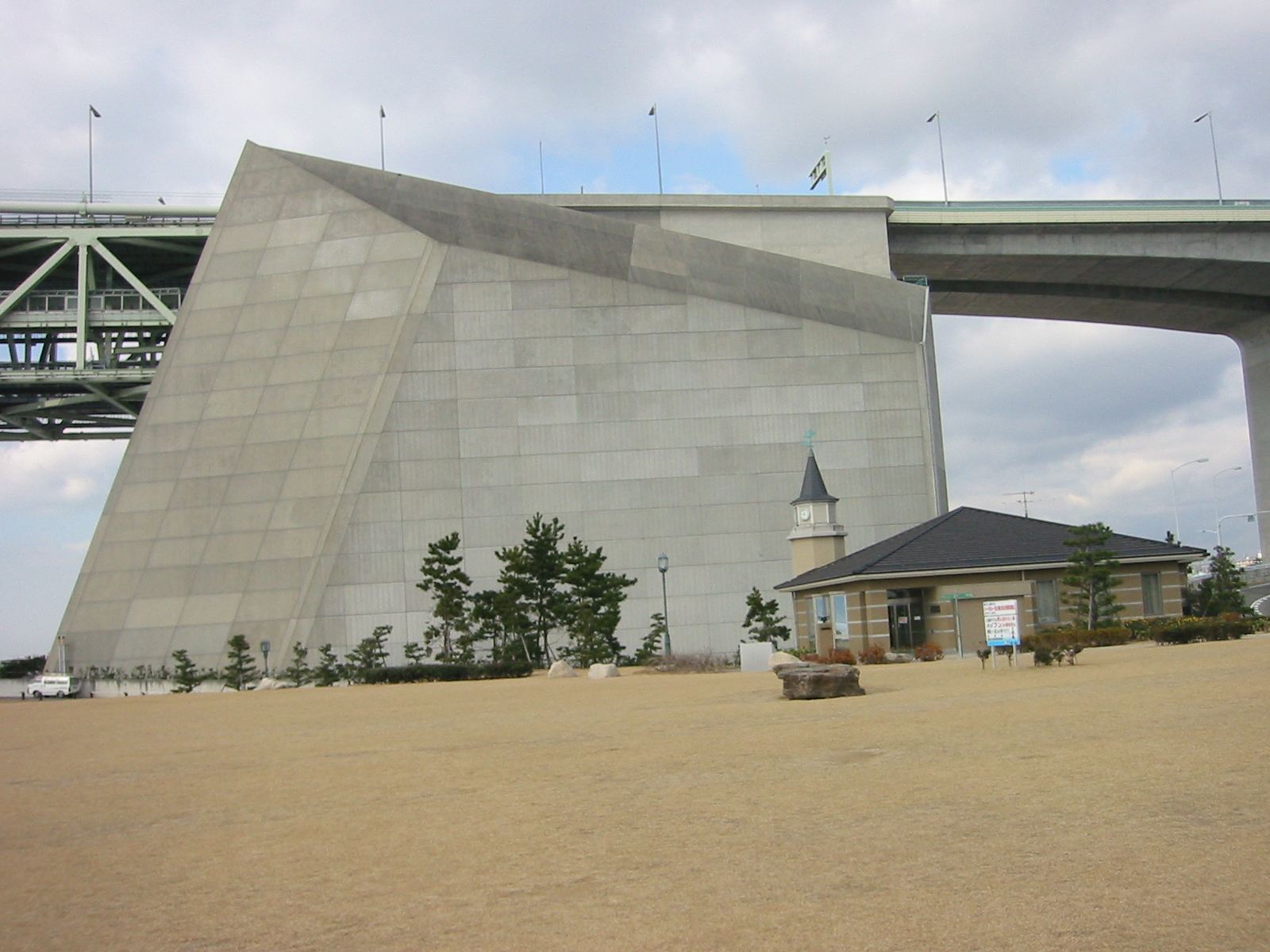
アンカレイジ

中央地区
- 舞子デッキ

東地区
- レストラン

西地区
- 旧木下家住宅（国の登録有形文化財）

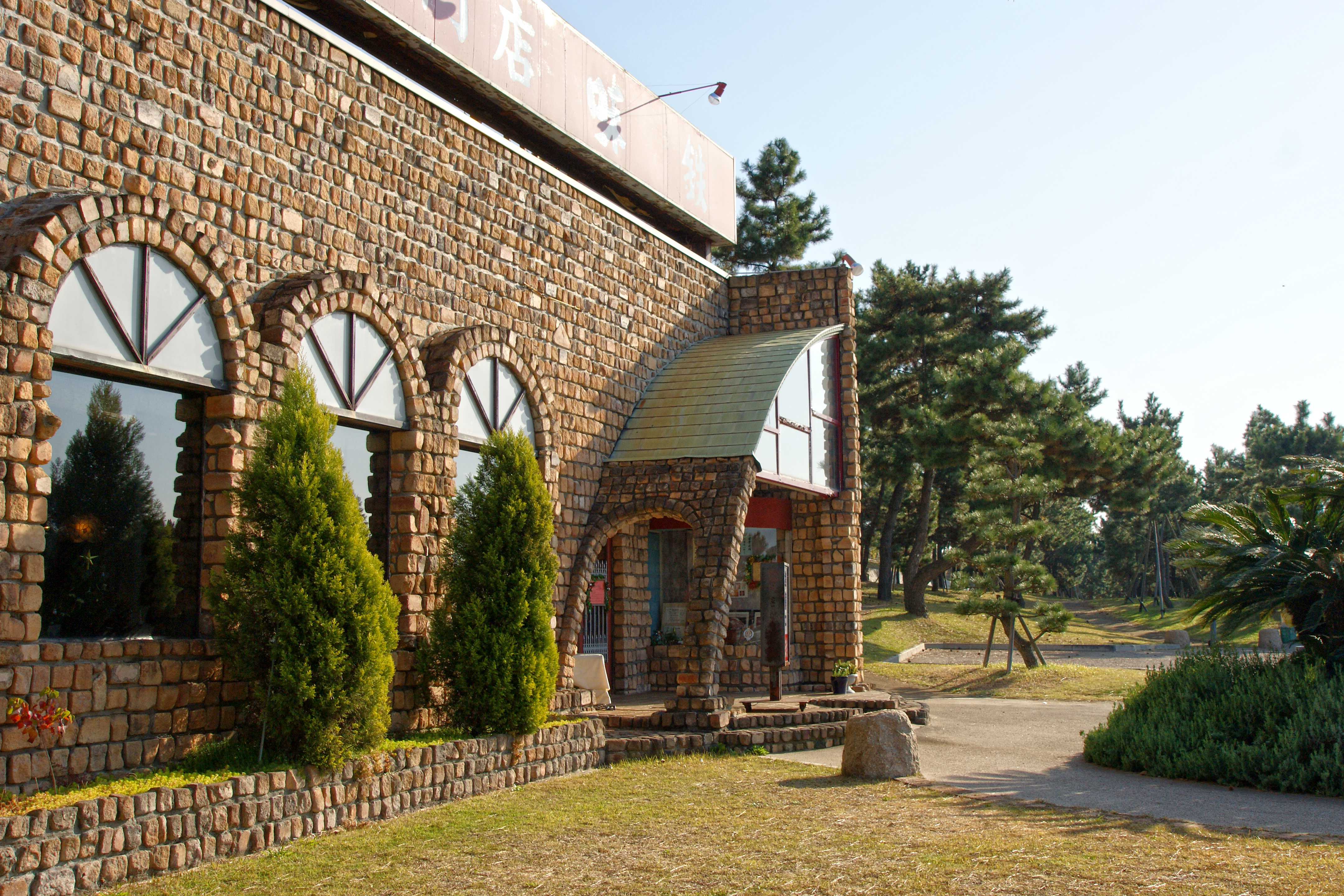

- 舞子若宮神社 - 通称、東舞子の厄神さん。もともと六神社の神輿渡御の御旅所だったものだが近隣の鉄道や道路が発展すると共に環境がかわってしまったため中止されている。

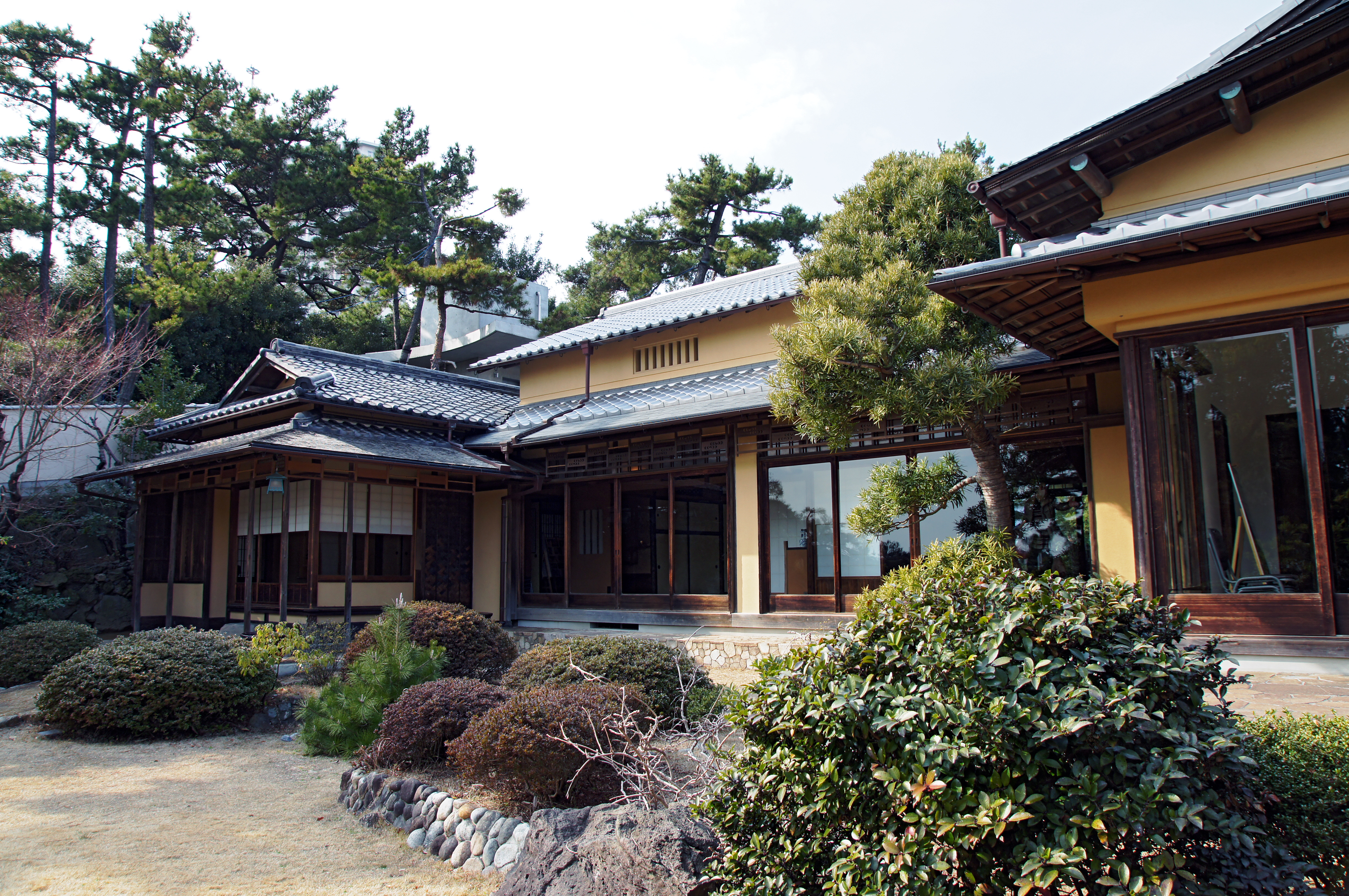
旧木下家住宅
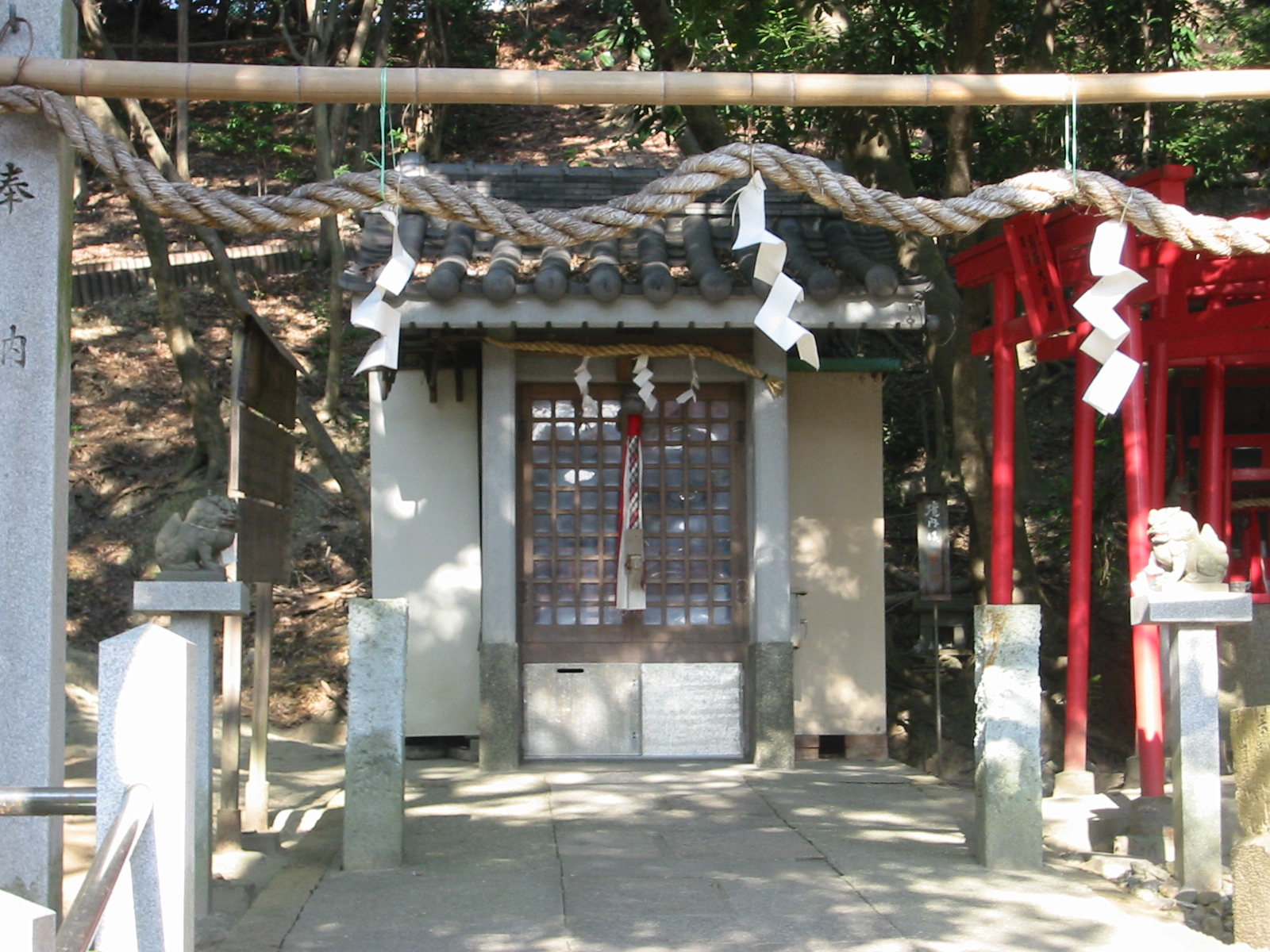
舞子若宮神社

北地区
- 舞子ビラ（有栖川宮の別荘跡）

## 周辺
- 舞子 (神戸市)
- 舞子ホテル
- 舞子浜
- アジュール舞子 - セトレ
- 五色塚古墳
- 小壷古墳
- ジェームス山 - 旧ジェームス邸、旧ジョネス邸
- 海神社
- マリンピア神戸